# Église orthodoxe
Cet article concerne les structures de l'Église orthodoxe en tant qu'institution. Pour sa religion et sa doctrine, voir Christianisme orthodoxe.
Pour les articles homonymes, voir Orthodoxe et Église orthodoxe orientale.
L'Église orthodoxe, aussi connue sous le nom d'Église des sept conciles ou Communion orthodoxe, est l'une des confessions du christianisme. Elle compte plus de 230 millions de fidèles dans le monde, ce qui en fait la troisième plus grande église chrétienne après l'Église catholique et l'ensemble des confessions protestantes.
L'Église orthodoxe consiste en une communion d'Églises autocéphales fondée sur les dogmes édictés par les sept premiers conciles œcuméniques chrétiens, sur le modèle de la Pentarchie. Le christianisme orthodoxe professe ainsi descendre directement des communautés fondées par les apôtres de Jésus dans les provinces orientales de l'Empire romain et être ce qu'il était avant la séparation des Églises d'Orient et d'Occident. Initialement au nombre de cinq patriarcats, puis quatre après la séparation avec l'Église de Rome, les Églises autocéphales devinrent de plus en plus nombreuses, principalement car l'Église de Constantinople reconnut de nouvelles Églises autocéphales dans les États orthodoxes émergents.
On dénombre aujourd'hui seize Églises autocéphales canoniques et dix-neuf Églises orthodoxes autonomes. S'y ajoutent des Églises orthodoxes indépendantes dites « non canoniques ».
L'Église orthodoxe s'est répandue dans le monde à travers la diaspora des communautés d'origine et par le biais de la conversion. Elle est principalement présente dans l'antique zone de culture grecque, c'est-à-dire dans la zone orientale du bassin de la mer Méditerranée (Grèce, Chypre, Turquie, Syrie, Liban, Israël, Palestine, Jordanie, Arménie, Géorgie), dans les zones de peuplement slave (Russie, Ukraine, Biélorussie, Bulgarie, Serbie, Monténégro, Macédoine du Nord), en Roumanie et Moldavie, mais aussi dans certaines zones excentrées, comme la péninsule d'Alaska.

## Définition
L'« Église orthodoxe » (ou « Communion orthodoxe ») est le nom officiel d'un corps ecclésial fondé par les apôtres et organisé par les Pères de l'Église, leurs successeurs depuis les premiers temps du christianisme. L'instance suprême de cette communion est le concile œcuménique, seul habilité à décider des formulations dogmatiques. L'instance immédiatement inférieure est le synode des primats qui se réunit pour s'adresser aux autres communautés chrétiennes. Puis viennent les Églises autocéphales dirigées chacune par un synode présidé par le primat.

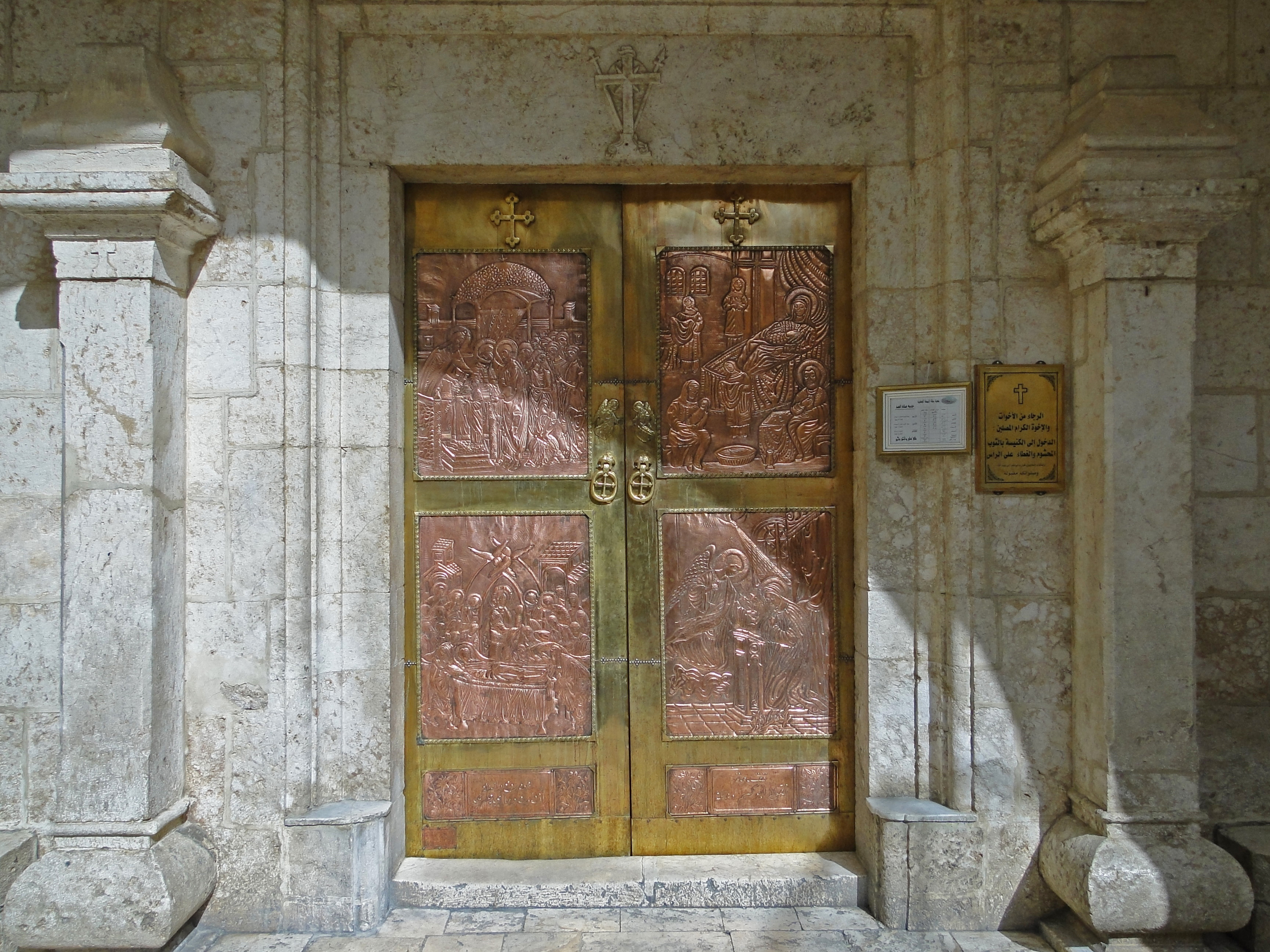
Porte de la chapelle du monastère Notre-Dame de Seidnaya (Syrie).

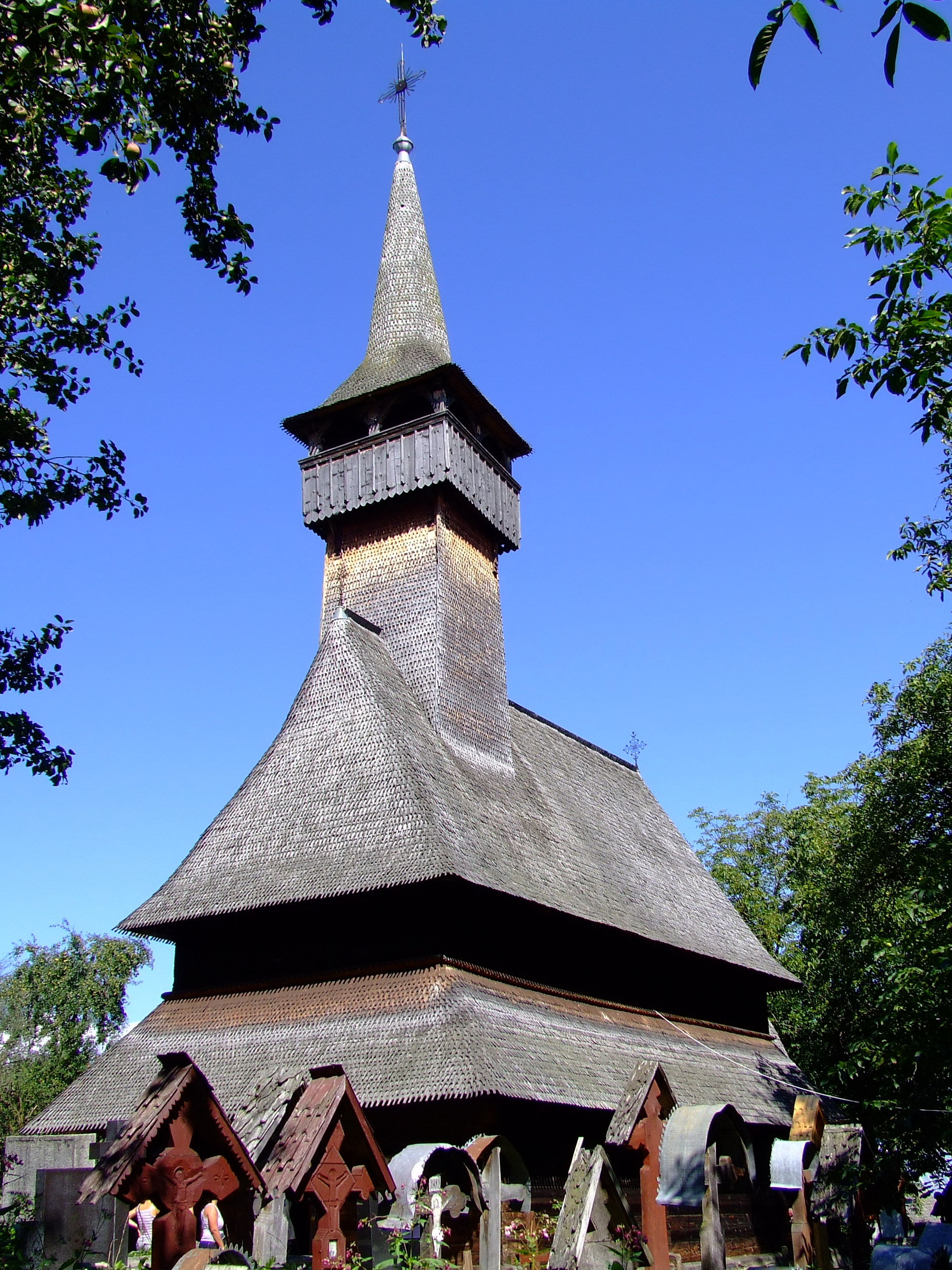
Une église orthodoxe en bois de Marmatie (Roumanie).

L'Église orthodoxe est l'ensemble des Églises des sept conciles qui se trouvent en communion les unes avec les autres. La communion est matérialisée de plusieurs manières et en particulier par la communauté eucharistique, la communion de foi et par les concélébrations des membres du clergé, par les diptyques et par l'ordre honorifique de chacune des Églises autocéphales. Cependant, elles ne sont pas indépendantes les unes des autres, même en l'absence voulue d'un chef terrestre absolu comme le pape et d'une administration centralisée comme le Vatican.
L'Église orthodoxe considère ne former qu'un seul Corps dont le chef n'est autre que le Christ lui-même, et c'est la communion de foi qui prévaut et rend inutile une administration commune.
Au début du XXIe siècle on dénombre environ 220 millions d'orthodoxes, soit environ 10% des chrétiens,. La majorité d'entre eux (177 millions) vit en Europe de l'Est, dont plus de 110 millions en Russie.

## Histoire

### Premiers schismes entre l'Orient et l'Occident
Les raisons de cette rupture progressive sont à chercher tant du côté des divergences doctrinales et liturgiques qui couvaient entre l'Église d'occident et celles d'orient depuis le VIIIe siècle, que du côté des rivalités politiques entre les États occidentaux qui commencent à s'affirmer, et l'Empire byzantin dont la puissance décline au XIIe siècle. Selon la plupart des auteurs, les premiers schismes, en 787 et 863, ont deux causes principales :
- la diminution de l'influence de l'Empire romain d'Orient en Italie, au profit des Lombards, et le souci de la papauté de se concilier ces derniers, géographiquement plus proches ;
- la divergence doctrinale au sujet du Saint-Esprit (Filioque, voir Schisme de Photius) : selon l'Église latine, celui-ci procède éternellement du Père et du Fils comme d'un seul Principe et par une seule spiration[7].

Du temps des dominations de l'Empire mongol jochides, la hiérarchie orthodoxe russe s'est montrée très conciliante ce qui lui a valu d'être protégée, avec de substantiels avantages financiers,fonciers et d'accéder au titre de tarkhan.

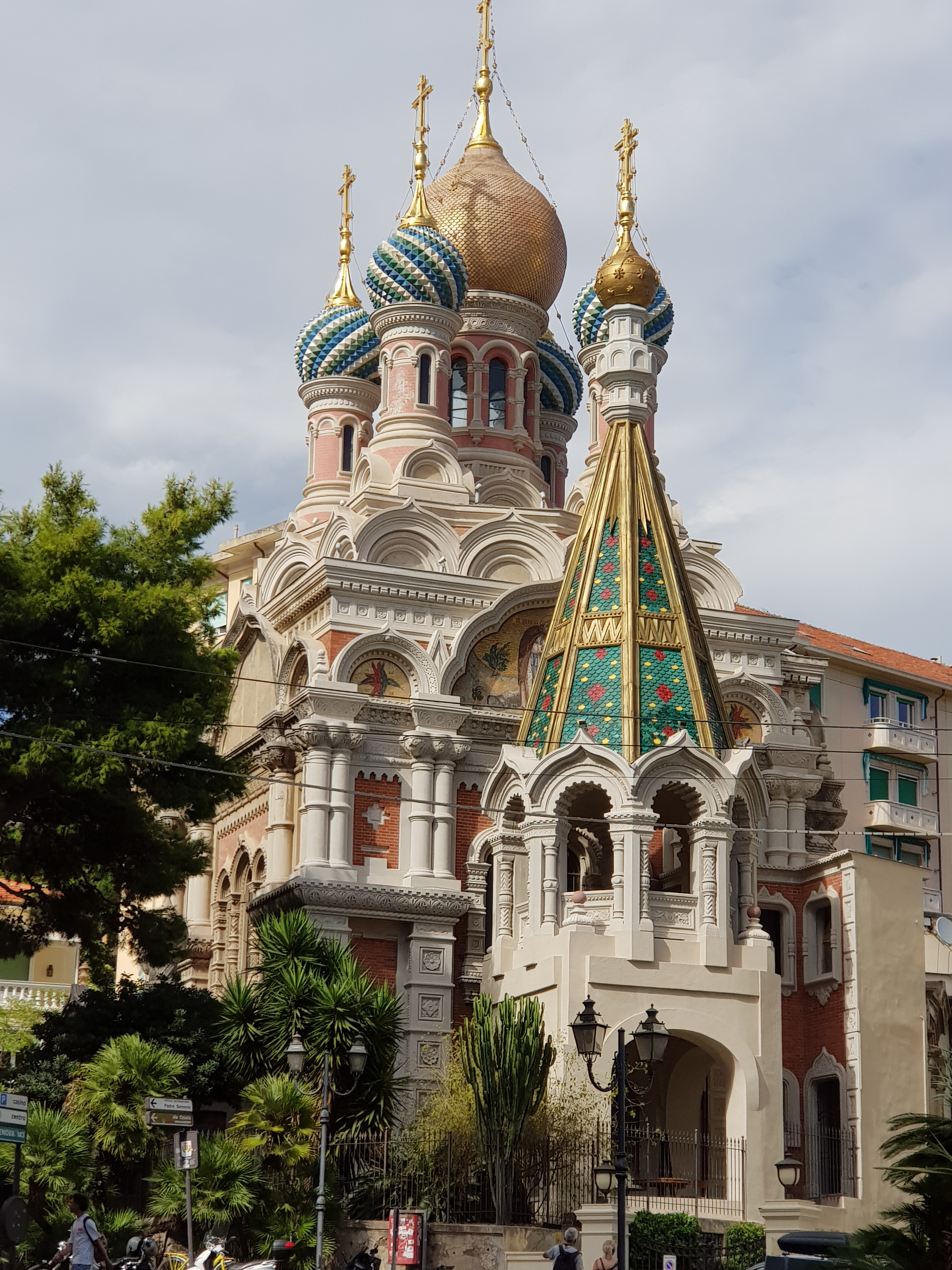
Église orthodoxe de Sanremo en Italie

## Principes fondamentaux
L'Église orthodoxe se comprend comme l'Église chrétienne des origines et revendique la succession apostolique ainsi que la catholicité (au sens d'« universalité »).

### Succession apostolique des évêques

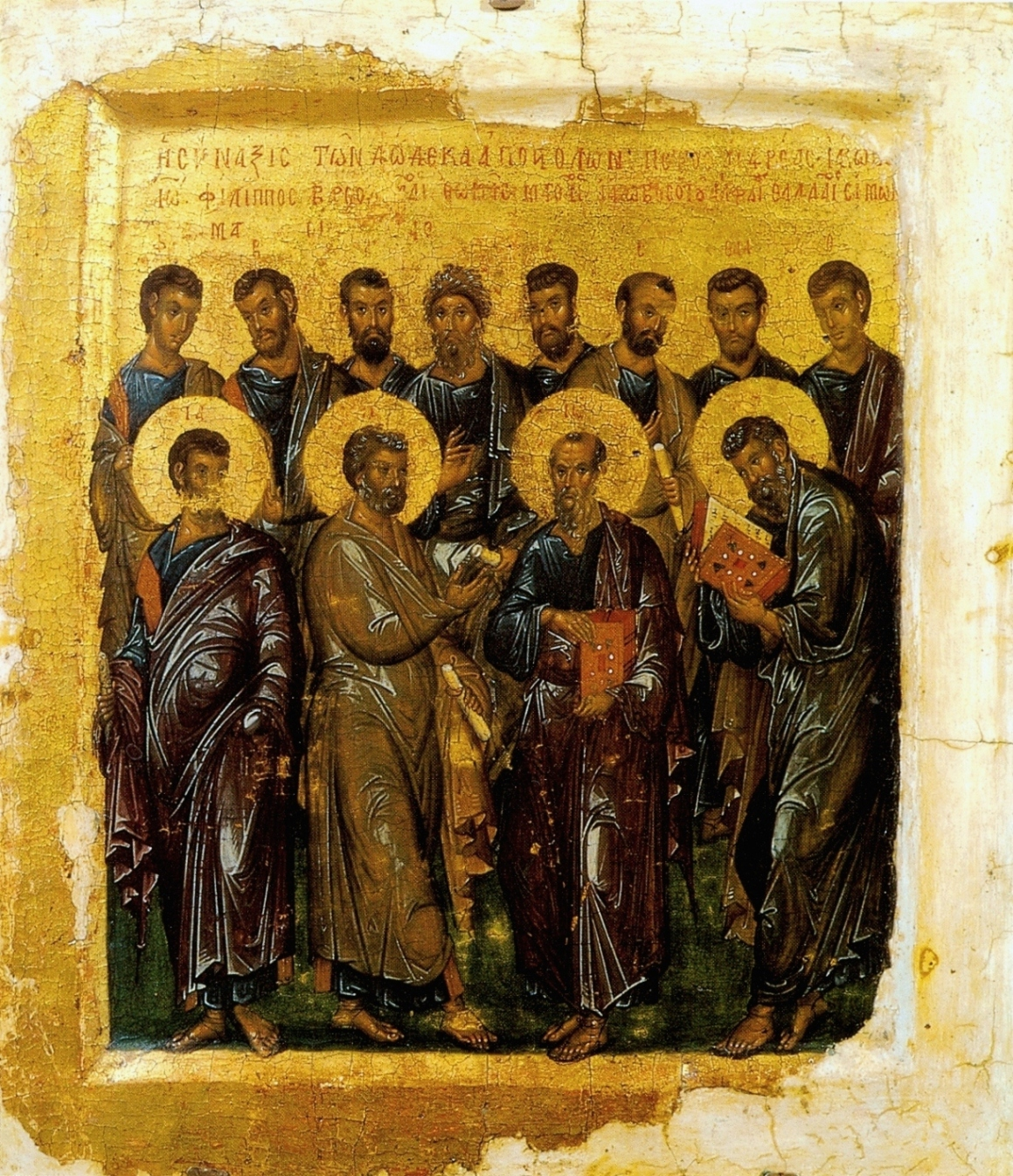
Synaxe des douze apôtres, icône du XIVe siècle, musée Pouchkine, Moscou.

Pour les orthodoxes, l'épiscopat est le plus haut rang de la hiérarchie ecclésiastique : l'évêque possède la plénitude du sacerdoce chrétien, il est en cela une image du Christ, le seul grand prêtre et le seul sacrificateur de la Nouvelle Alliance. Chaque évêque est successeur de l'ensemble des douze apôtres et cette succession est matérialisée par la succession apostolique, par la consécration de tout évêque par d'autres évêques, eux-mêmes consacrés par des lignées d'évêques qui remontent, à travers les siècles, jusqu'à un apôtre.

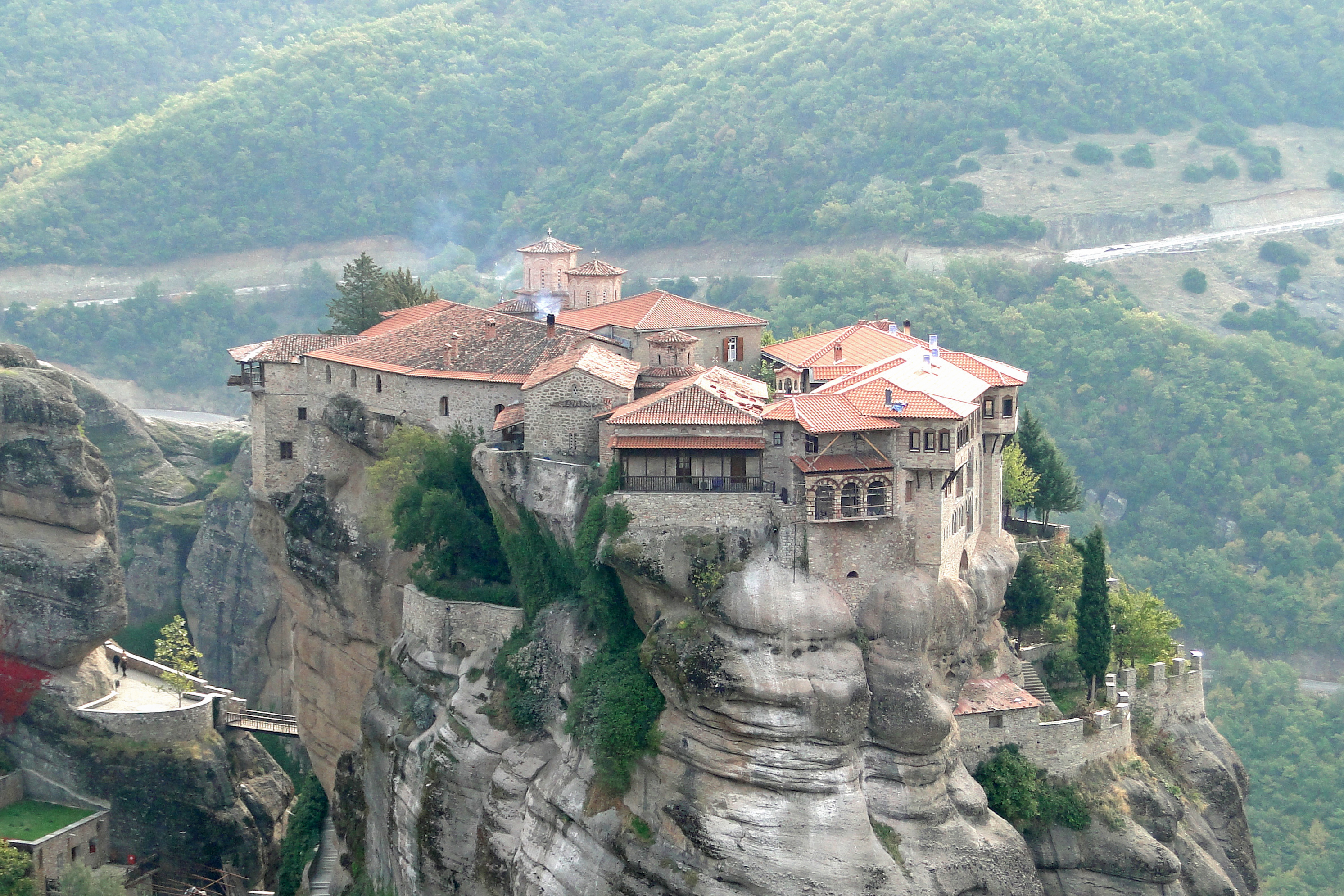
Monastère de Varlaam, Météores (Grèce).

L'Église orthodoxe ne confond pas cette tradition sacramentelle, inhérente à la dignité épiscopale, avec les différents usages honorifiques destinés à rappeler l'ancienneté et l'origine apostolique de telle ou telle Église particulière. On dit en effet que le pape de Rome ou celui d'Alexandrie sont successeurs respectivement de Pierre ou de Marc, que l'évêque d'Antioche est également successeur de Pierre : ce sont de simples formules de politesse, des souvenirs historiques, certes importants, mais qui n'enlèvent rien à la dignité des autres évêques.

### Territorialité

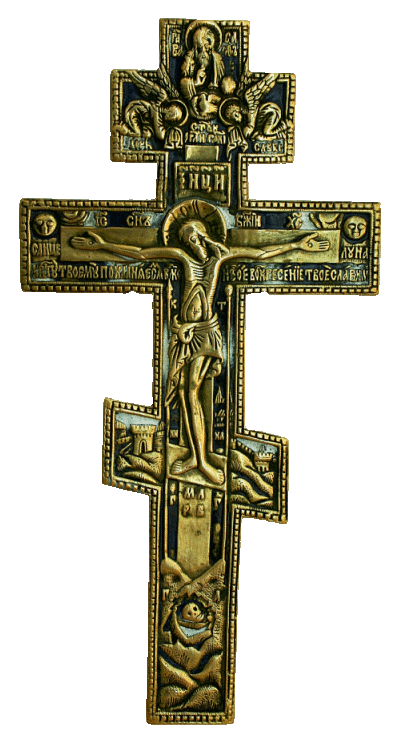
Croix orthodoxe.

Traditionnellement, les Églises orthodoxes sont territoriales, concept qui n'a pas de caractère ethnique : les titulatures des évêques ne renvoient pas à des peuples mais à des lieux. Le premier concile de Nicée a affirmé ce principe déjà largement appliqué depuis les apôtres, qu'en un lieu donné, un évêque et un seul, est garant à la fois de l'unité et de la communion de tous les chrétiens du lieu ainsi que de l'unité et de la communion avec les Églises des autres lieux. Chaque Église locale, rassemblée autour de son évêque, est en communion avec les Églises des autres lieux. Par exemple, il n'y a pas d'Église « finnoise » mais une Église orthodoxe de Finlande qui rassemble les orthodoxes du lieu, qu'ils soient Finnois, Russes ou Suédois. De la même manière, il existe une Assemblée des évêques orthodoxes de France qui rassemble des paroisses de nationalités différentes : la paroisse orthodoxe géorgienne Sainte-Nino de Paris, créée en 1929 par des réfugiés politiques, lui est rattachée.
Ce principe s'accommode traditionnellement de trois exceptions, tolérables parce que mineures et très particulières :
- le statut d'extraterritorialité des métoques des monastères,
- le statut de stavropégie de certains monastères (exempts),
- le statut d'extraterritorialité des exarcats (représentations de certains primats dans des grandes villes relevant de la juridiction d'un autre primat).

Ce principe connaît toutefois de nos jours plusieurs entorses importantes.
- Depuis le début du XXe siècle, en raison des conflits et des bouleversements politiques, idéologiques et démographiques, plusieurs Églises ont fondé des paroisses parallèles puis des évêchés « superposés » dans des pays qui ne sont pas traditionnellement orthodoxes, c’est-à-dire dans la diaspora (Europe occidentale, Amériques, Asie du Sud et de l'Est, Australie et Océanie).

C'est le cas de la quasi-totalité des Russes qui ont fui la révolution bolchévique. Les Églises et communautés religieuses orthodoxes russes (des sept conciles) en France et en règle générale dans la diaspora, dépendaient selon les cas, du Patriarcat de Moscou ou de celui de Constantinople. L'Église orthodoxe russe hors frontières s'était séparée de l'Église orthodoxe russe après la révolution d'Octobre. Elle constituait une dissidence jusqu'à ce que la communion eucharistique et l'unité canonique soient rétablies à Moscou le 17 mai 2007.
C'est aussi le cas, après la chute de l'Union soviétique, avec les paroisses hors territoire créées par certaines Églises orthodoxes : par exemple, en 2009, la paroisse orthodoxe géorgienne Sainte-Tamar de Villeneuve-Saint-Georges est créée et rattachée à l'Église orthodoxe de Géorgie et non à l'Assemblée des évêques orthodoxes de France.

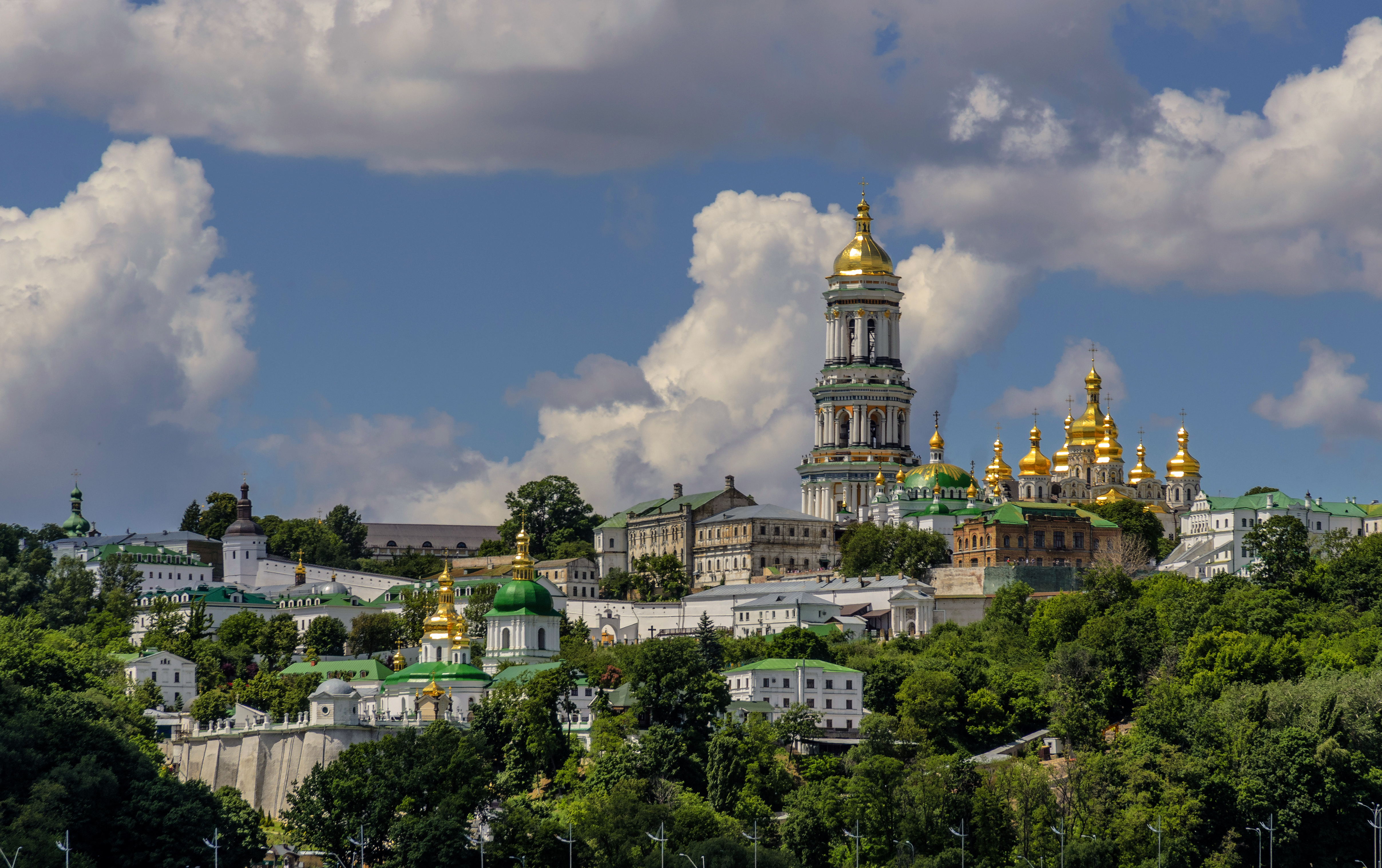
La laure des Grottes de Kiev (Ukraine).

- Depuis la chute de l'Union soviétique en 1990, il y a, dans plusieurs pays de l'Europe de l'Est (Pays baltes, Moldavie, Ukraine) des doubles, voire triples appartenances juridictionnelles, les orthodoxes locaux revendiquant pour eux-mêmes le principe de la territorialité dans les frontières de leurs états nouvellement ou à nouveau indépendants, tandis que le patriarcat de Moscou continue à se référer à la territorialité de l'ancienne Union soviétique.

Avec ces paroisses qui, dans une même ville ou un même pays, relèvent ici d'un évêque et là d'un autre, voire d'une autre Église autocéphale, l'Église orthodoxe se trouve confrontée à un vrai défi. Ou bien l'approche politique l'emporte et elle se figera dans une situation de contradiction par rapport à ses principes fondateurs, ou bien l'approche spirituelle reprend le dessus et elle maintient une certaine traditionnalité pour trouver des solutions acceptables et adaptées aux diverses situations pastorales.

## Organisation

Carte en anglais présentant les Églises orthodoxes et leurs territoires en 2022

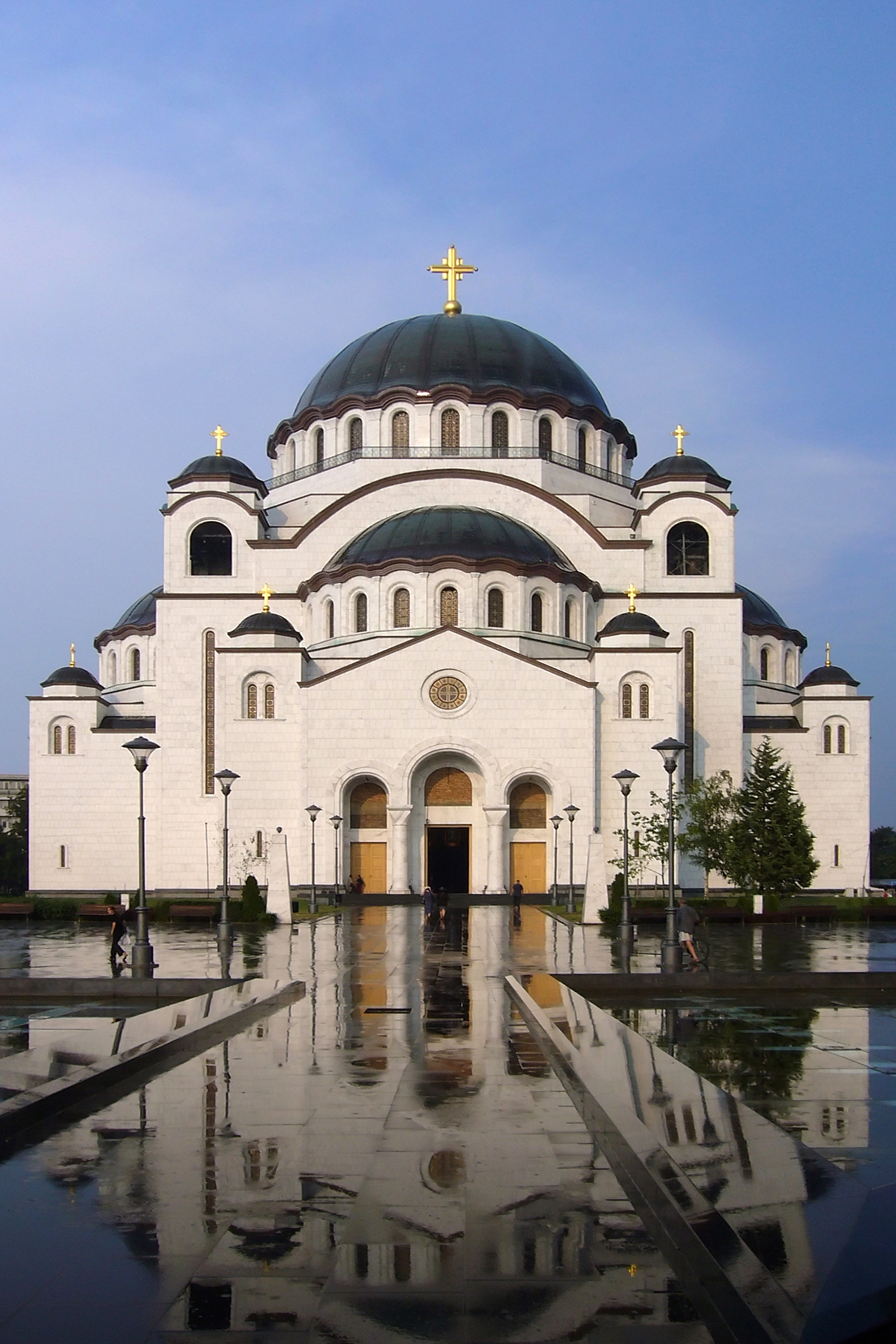
L'église Saint-Sava de Belgrade (Serbie).

L’Église orthodoxe est une communion d’Églises indépendantes sur le plan de l'organisation et de la discipline et intimement liées entre elles sur le plan dogmatique. Chacune d’elles est autocéphale, c’est-à-dire dirigée par son propre synode habilité à choisir son primat. Elles partagent toutes une foi commune, des principes communs de politique et d’organisation religieuses ainsi qu’une tradition liturgique commune.
Outre les langues employées lors du culte, seules des traditions mineures diffèrent en fonction des pays. Les évêques primats à la tête de ces Églises autocéphale peuvent être appelés patriarches, métropolites ou archevêques. Ces primats président les synodes épiscopaux qui, dans chaque Église, constituent l’autorité canonique, doctrinale et administrative la plus élevée.

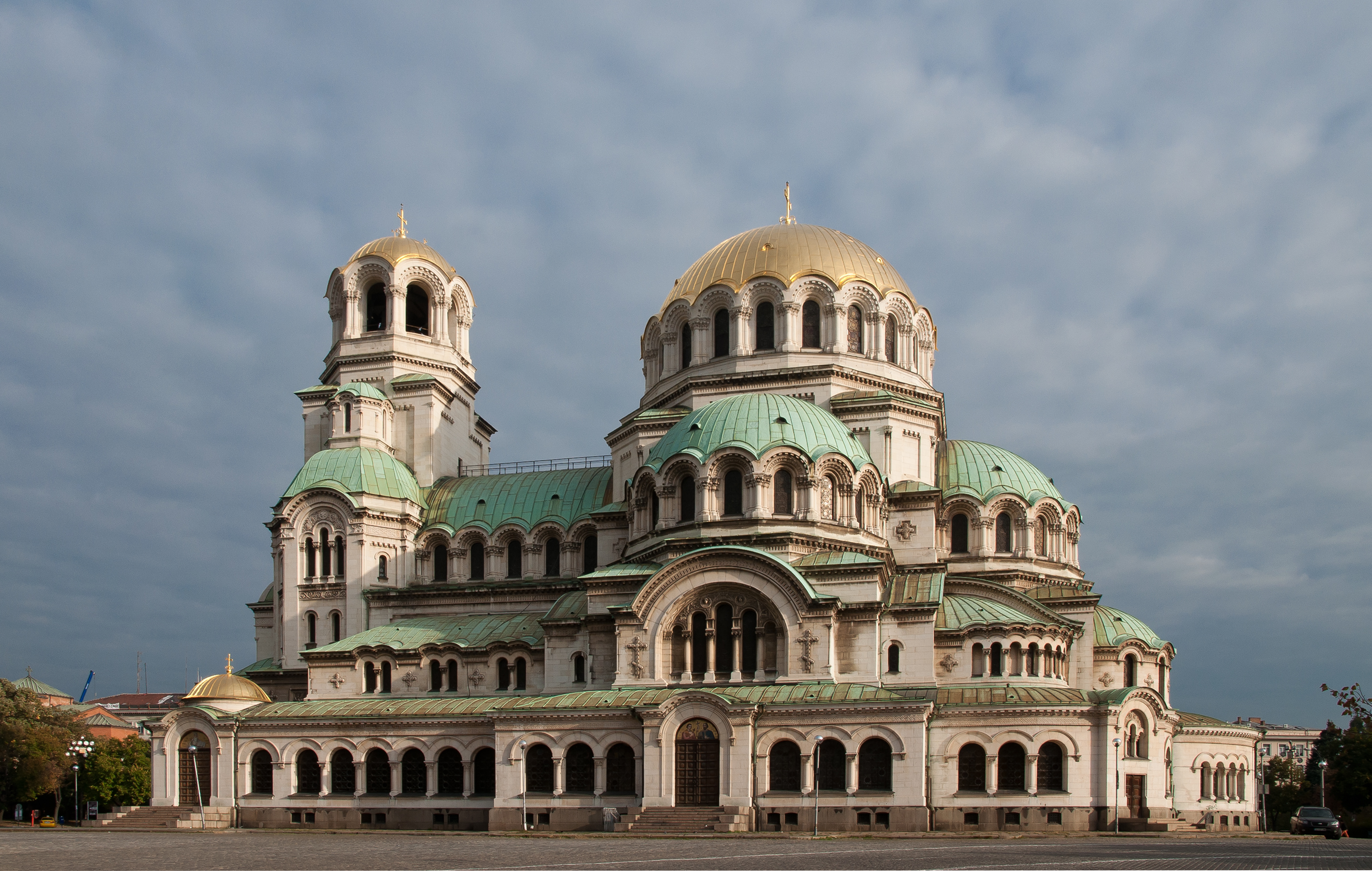
La cathédrale Saint-Alexandre-Nevski de Sofia (Bulgarie).

Il existe, entre les différentes Églises orthodoxes, une hiérarchie honorifique, déterminée en fonction de l’histoire plutôt que par leur force numérique actuelle. Les orthodoxes considèrent que le patriarche de Constantinople a une prééminence honorifique sur les treize autres Églises autocéphales orthodoxes, dont six bénéficient de patriarcats instaurés avant le VIe siècle (les six étant apostoliques) et sept bénéficient de patriarcats instaurés après le XIIe siècle (dont un est apostolique).

### Ordinations et sacerdoce
| |  |  |
| À gauche : l'iconostase du catholicon du monastère de Kykkos (Chypre) ; à droite : celle de la cathédrale de la Sainte-Trinité de Chicago (États-Unis). |  |  |

Le patriarche, l'archevêque primat ou le métropolite comme primus inter pares, président les assemblées d'évêques, puis viennent les évêques (du grec ancien ἐπίσκοπος / epískopos, « surveillant, inspecteur »), prêtres (du grec ancien πρεσβύτερος / presbúteros, « ancien »), enfin les diacres (en grec ancien διάκονος / diákonos, « aide, assistant »).
La hiérarchie compte aussi des sous-diacres, des lecteurs, des chantres ordonnés lecteurs ou sans sacrement spécifique et sans obligation particulière de discipline. Ces offices tirent leur origine des liturgies primitives ; et ceux qui ont reçu ces ordres exercent en partie d'autres fonctions que celles suggérées par leur nom. Les diaconesses appartiennent également au groupe des services sans ordination mais avec bénédiction spéciale de l'évêque. Elles sont principalement compétentes pour la préparation du baptême des femmes ; leur rôle est toutefois devenu insignifiant avec l'acceptation des baptêmes d'adultes, en sorte qu'elles disparaissent complètement dès la fin de l'Empire byzantin.
Les Orthodoxes n'ordonnent pas les femmes prêtres.

### Conciles œcuméniques
- Premier concile de Nicée (325)

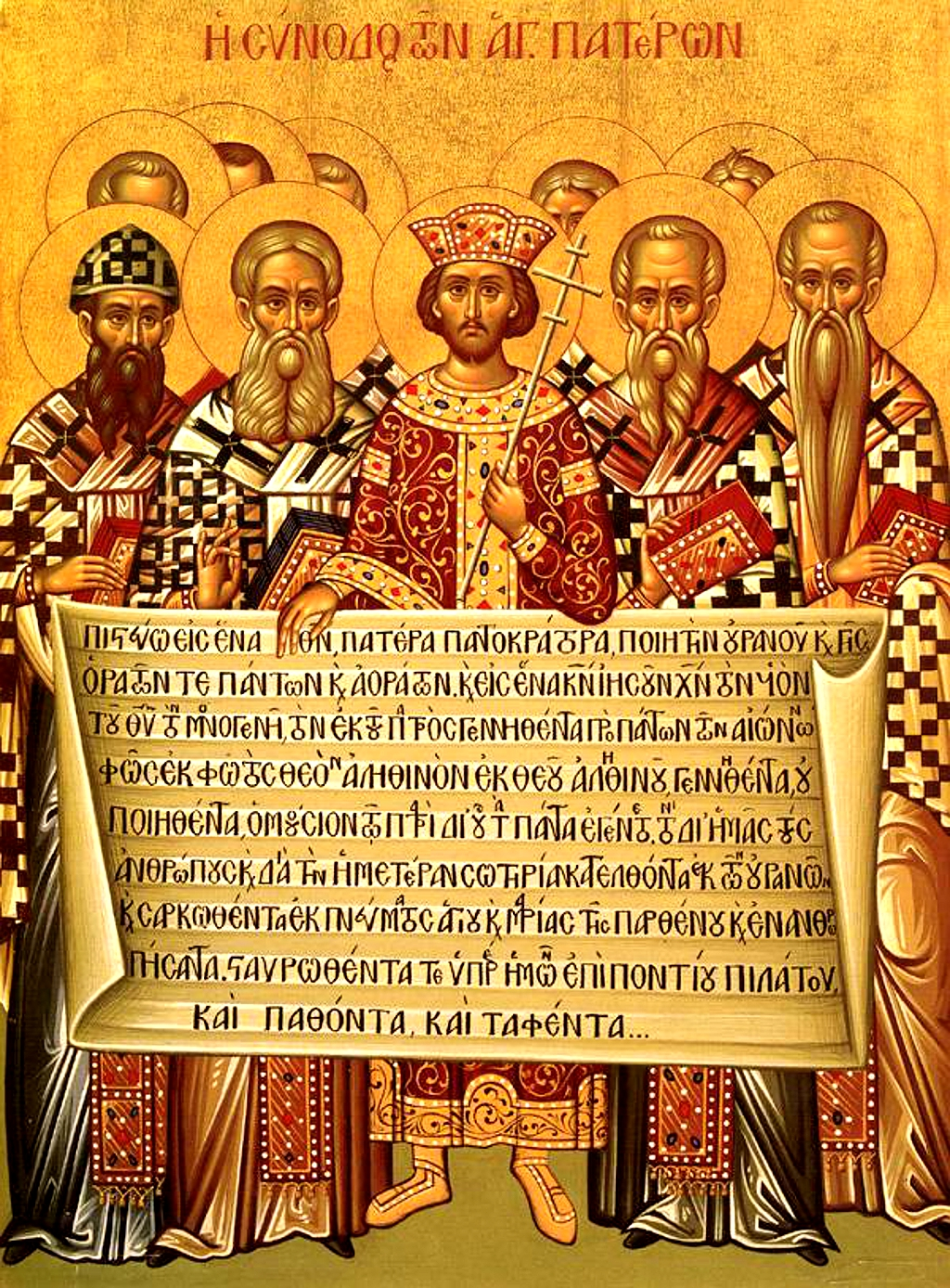
L'empereur Constantin (au centre), avec les évêques du concile de Nicée (325), tenant anachroniquement le texte du « symbole de Nicée-Constantinople » dans sa forme liturgique grecque.

- Premier concile de Constantinople (380-381)
- Concile d'Éphèse (431)
- Concile de Chalcédoine (451)
- Deuxième concile de Constantinople (553)
- Troisième concile de Constantinople (680-681)
- Second concile de Nicée (787).
- Quatrième concile de Constantinople (879-880)

### Synode des primats
À certaines occasions, les primats orthodoxes se réunissent. C'est le cas en particulier quand il convient d'affirmer une position orthodoxe face aux autres confessions chrétiennes. Ce fut le cas en 1848. Les patriarches orthodoxes rédigèrent une encyclique mettant en garde la papauté romaine contre son projet de dogme sur « l'infaillibilité pontificale ».

### Églises autocéphales et autonomes

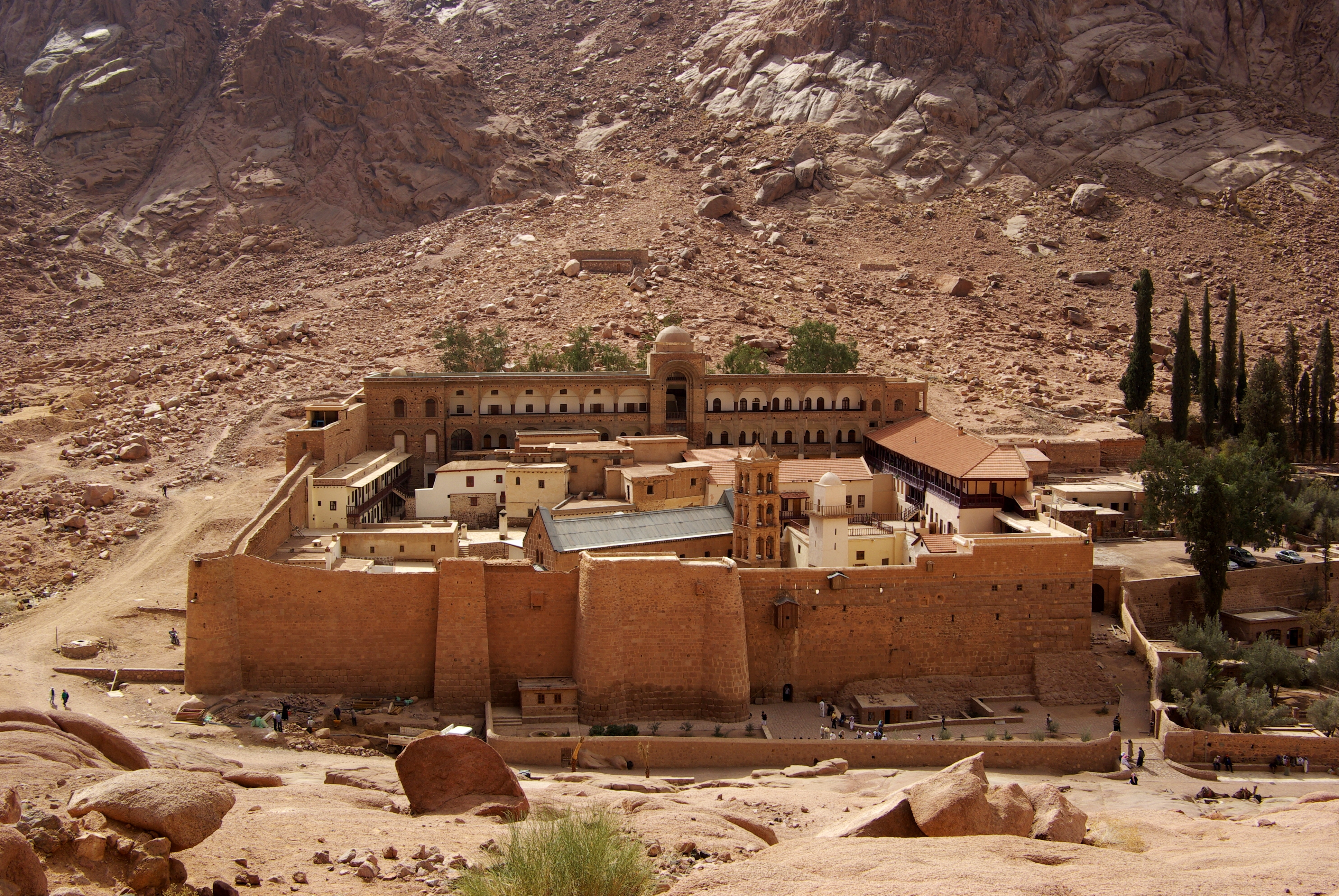
Le monastère Sainte-Catherine du Sinaï (Égypte).

Les Églises autocéphales, d'un point de vue juridique et spirituel, sont complètement indépendantes et choisissent leur propre primat. Elles peuvent avoir compétence sur d'autres Églises, dites seulement autonomes parce qu'elles ne désignent pas seules leur primat et peuvent avoir d'autres limitations.
Une Église autocéphale peut porter le titre de patriarcat, de métropole, ou d'archevêché ; elle est alors dirigée respectivement par un patriarche, un métropolite, ou un archevêque. À la tête d'une Église autonome, exerce un archevêque.
Dans les Églises orthodoxes, tous les évêques sont juridiquement et spirituellement égaux : un patriarche, un archevêque ou un métropolite n'ont pas plus d'autorité ni de droit juridictionnel que n'importe quel autre évêque dans le territoire canonique d'un évêque voisin. Ils dirigent toutefois collégialement avec les évêques du synode, portant le titre de primus inter pares (« premier entre les égaux ») et ils représentent l'Église à l'extérieur.
Les résolutions engageant une Église entière ne peuvent être prises que par la communauté des évêques lors d'un concile ou un synode. Dans son diocèse, chaque évêque exerce la juridiction épiscopale pleine et entière.
L'organisation de l'Église orthodoxe en Grèce est particulièrement complexe.

## Spiritualité

### Sacrements

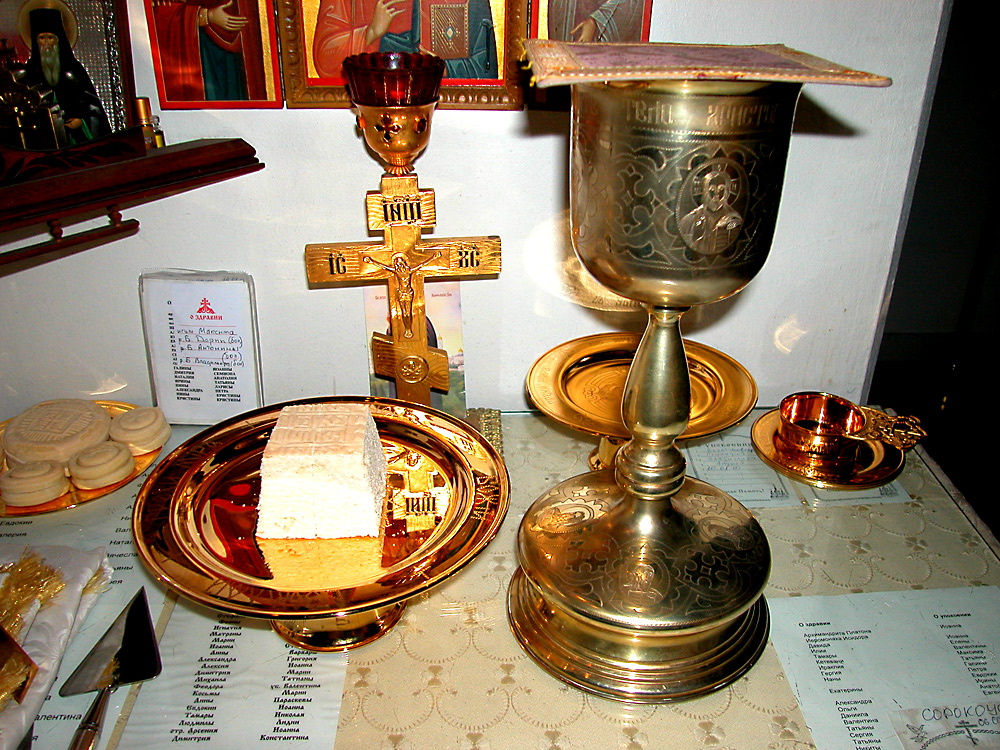
Table de prothèse disposée pour l'eucharistie.

Les Églises orthodoxes connaissent sept sacrements (bien que la notion des sept sacrements soit très tardive), plus exactement nommés mystères :
- le baptême ;
- la chrismation (qui succède immédiatement au baptême) ;
- l'eucharistie (donnée la première fois également directement après le baptême), les Saints Dons ;
- la confession (réconciliation ou pardon) ;
- l'ordination ;
- le mariage ;
- l’onction des malades ou sacrement des saintes huiles (qui n'est pas réservé aux mourants).

Les sept sacrements sont les mêmes que ceux de l'Église catholique, hormis quelques nuances rituelles (cependant les orthodoxes appellent chrismation le sacrement de confirmation de l'Église romaine). L'Église orthodoxe n'a jamais arrêté dogmatiquement le nombre des sacrements, contrairement à l'Église catholique qui en a arrêté le nombre à sept au concile de Trente. Ainsi, la délimitation n'est pas claire entre sacrement et sacramental (p. ex. un enterrement, une bénédiction).
Contrairement à la plupart des religions du monde, les Églises orthodoxes ne célèbrent aucun rituel de transition de l'enfant à l'adulte ; mais beaucoup de traditions locales sont pratiquées par des jeunes et ressortissent à ce type de célébration : en Grèce, par exemple, plonger dans un fleuve ou dans la mer et en rapporter la croix que le prêtre y a jetée lors de la célébration du Baptême du Christ lors de la fête de la Théophanie (correspondant à l'Épiphanie), le 6 janvier.

### Liturgie

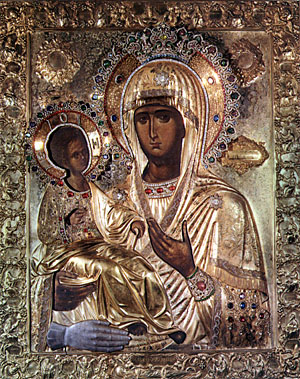
La Mère de Dieu aux trois mains, icône byzantine.

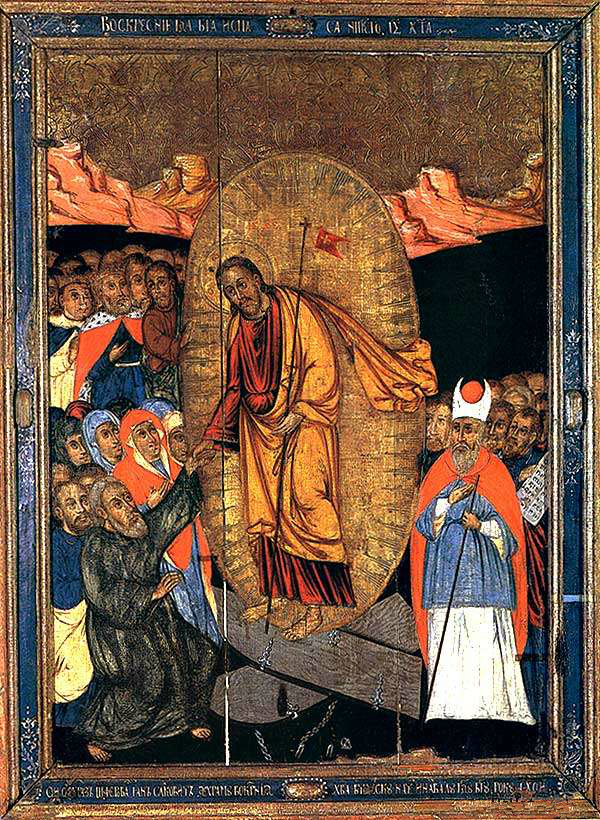
La Résurrection du Christ, icône russe, 1678.

- Le cœur de la spiritualité orthodoxe est riche, principalement dans le chant de la liturgie fortement symbolique, dont la forme actuelle, au moins partiellement, s'enracine dans l'époque constantinienne (IVe siècle).
- La première partie de la liturgie, appelée Liturgie des catéchumènes avec prière et lectures bibliques, se réfère au culte synagogal, tel que Jésus dut le connaître ; la deuxième partie, la Liturgie des fidèles qui célèbre l'eucharistie, est d'origine proprement chrétienne. Le nom de chacune des parties se réfère au temps où tous les candidats non encore baptisés devaient quitter l'église après la première partie et où l'on fermait les portes à clef.
- la liturgie originale dure cinq heures, la liturgie de saint Basile dure environ deux heures, la liturgie de saint Jean Chrysostome ne dure environ qu'une heure et demie et c'est celle qui est célébrée la plupart des dimanches tandis que, pour certaines occasions (dimanches du grand carême, fête de saint Basile) le τυπικόν / typikon, ou cérémonial de l'Église, prévoit la liturgie de saint Basile de Césarée.

Avec l’orthros (matînes), les petites heures, les prières avant et après la communion, l'office dominical peut durer trois heures, ou plus les jours de fête. De plus, l'usage de l'agrypnie ou vigile nocturne s'est conservé, non seulement pour Pâques, comme en Occident, mais aussi pour d'autres fêtes et en particulier pour les fêtes patronales, votives ou panégyries. Dans certains grands monastères, la célébration de la fête patronale peut durer toute la nuit. De ce fait, tous les fidèles ne restent pas du début à la fin des célébrations. L'antienne Kyrie eleison (Seigneur, prends pitié), fréquente, est typique tant de la prière liturgique que de la prière individuelle.
- le chant possède une importance particulière dans la liturgie russe orthodoxe. Les chants sont compris comme prière à part entière ; ils ne doivent donc être produits que par les voix humaines. L'utilisation des instruments n'est pas admise dans les Églises russes orthodoxes parce que les instruments ne peuvent prier.

Dans les autres Églises orthodoxes, la musique instrumentale est rare. Une théorie, envisageant cette aversion contre la musique instrumentale, la rapproche des orchestres usuels dans les jeux du cirque romains ; les chrétiens considèrent les jeux du cirque, dans lesquels ils étaient parfois les victimes, comme un culte idolâtre.
Dans la liturgie orthodoxe, on se signe chaque fois que la Trinité est mentionnée. Le signe de croix se pratique selon un mouvement de droite à gauche : front, poitrine, épaule droite, épaule gauche. Le pouce, l'index et le majeur sont liés pour représenter la Trinité, tandis que l'annulaire et l'auriculaire sont repliés dans la paume pour signifier la double nature. On se signe aussi en admirant une icône avec ou sans prière et dans d'innombrables autres occasions, laissées à la discrétion du croyant.
Le fidèle est, en principe, debout à l'office ; beaucoup d'églises n'ont de sièges que le long des murs pour les personnes âgées ou affaiblies. La position à genoux est peu fréquente ; le dimanche, on connaît quelques grandes prosternations dans les Églises d'Europe centrale ou d'Égypte.

### Calendrier
Voir le chapitre équivalent dans l'article : Calendrier liturgique orthodoxe.

### Fêtes liturgiques
Voir le chapitre équivalent dans l'article : Calendrier liturgique orthodoxe

## Différences avec les autres confessions chrétiennes

### Filioque
L'Église orthodoxe n'ajoute pas au credo le mot Filioque.

### Rupture en 1054
La rupture définitive en 1054 entre l'évêque de Rome, à l'époque Léon IX, et le reste de la Pentarchie a pour origine :
- la disparition de l'influence de l'Empire romain d'Orient en Italie, au profit des Francs et des Normands, et le souci de la Papauté de renforcer son autorité spirituelle sur ces puissants voisins ;
- la rivalité politique entre Léon IX et le patriarche de Constantinople Michel Ier Cérulaire, le premier interprétant son statut de Primus inter pares dans le sens d'une autorité canonique sur les autres Patriarches, le second réfutant cette interprétation ;
- la volonté papale d'uniformiser dans le sens latin les rites dans la partie sud de l'Italie, récemment conquise par les Normands sur les Byzantins, qui se heurte à l'opposition du même Michel Cérulaire (Keroularios), tout aussi soucieux de les uniformiser dans le sens grec ; la pierre d'achoppement fut l'usage du pain azyme (dont la pâte n'a pas été levée) en Occident.

Il s'ensuivit un échange de lettres peu amènes dans lesquelles est discutée l'œcuménicité du patriarcat de Constantinople. L'intransigeance des deux protagonistes mène à la rupture, alors que l'empereur Constantin IX Monomaque est partisan d'une alliance avec Rome et se veut conciliant. Le pape Léon IX envoie à Constantinople les légats Humbert de Moyenmoutier, Frédéric de Lorraine (plus tard pape sous le nom d'Étienne IX) et Pietro d'Amalfi. Humbert et Michel Cérulaire sont aussi susceptibles l'un que l'autre. Michel Cérulaire met en doute la validité du mandat des légats. Le débat tourne à l'échange de propos injurieux. Humbert soulève le problème du Filioque. Le 16 juillet 1054, Humbert et les légats déposent la bulle d'excommunication de Michel sur l'autel de la cathédrale Sainte-Sophie, sortent et secouent la poussière de leurs chaussures. Le 24 juillet, le synode permanent byzantin (en) réplique en anathématisant les légats.
Toutefois, contrairement à ce qui est souvent affirmé, l'excommunication n'est pas réciproque entre Rome et Constantinople car le pape n'y est pas mis en cause (il était mort et remplacé quelque temps avant l'arrivée d'Humbert à Constantinople, rendant la mission de ce dernier caduque), et l'affaire n'est pas prise très au sérieux à l'époque, malgré l'excommunication, quelques années plus tard de l'empereur Alexis Ier Comnène, d'ailleurs levée par le pape Urbain II. À la fin du XIe siècle, il n'est pas encore question de schisme. Ce n'est qu'au XIIIe siècle que les choses empireront, en raison principalement du sac de Constantinople par la quatrième croisade en 1204, qui choquera profondément et durablement les Orthodoxes.
Malgré ces divergences, les relations se sont partiellement détendues au XXe siècle dans un effort d'œcuménisme : les anathèmes ont été levés le 7 décembre 1965 par le pape Paul VI et le patriarche Athénagoras Ier.

## Églises autocéphales

Ligne du temps en anglais présentant du point de vue du christianisme orthodoxe les Églises autocéphales et leurs origines, jusqu'en 2022.

Sept Églises autocéphales se réclament d'une fondation par un apôtre ou un évangéliste : au Ier siècle, l'Église orthodoxe de Constantinople fondée par l'apôtre André, l'Église d'Alexandrie et de toute l'Afrique (Patriarcat orthodoxe d'Alexandrie) fondée par Marc l'évangéliste, l'Église d'Antioche et de tout l'Orient fondée par les apôtres Pierre et Paul, l'Église orthodoxe de Jérusalem fondée par l'apôtre Jacques, l'Église de Géorgie fondée par l'apôtre André, l'Église orthodoxe de Chypre fondée par les apôtres Paul et Barnabé et l'Église orthodoxe de Grèce fondée par l'apôtre Paul.
| Église                                                           | Note | Primat          | Blason ou monogramme |
| ---------------------------------------------------------------- | --- | --------------- | -------------------- |
| Patriarcat œcuménique de Constantinople                          | Fondée par André, son siège est situé à Constantinople et elle compte 3,5 millions de fidèles en Amérique, Europe et Asie. | Bartholomée Ier | aucun                |
| Église orthodoxe d'Alexandrie et de toute l'Afrique              | Fondée par Marc, son siège est situé à Alexandrie et elle compte 250 000 fidèles en Afrique. | Théodore II     | aucun                |
| Église orthodoxe d'Antioche et de tout l'Orient                  | Fondée par Pierre et Paul, son siège fut transféré d'Antioche à Damas au XIVe siècle et elle compte 750 000 à 1 million de fidèles au Moyen-Orient. | Jean X          | aucun                |
| Église orthodoxe de Jérusalem                                    | Fondée par Jacques, son siège est situé à Jérusalem et elle a 130 000 fidèles en Palestine, Israël, Jordanie. | Théophile III   | aucun                |
| Église orthodoxe russe                                           | Fondée vers 988, son siège est situé à Moscou et elle compte plus de 90 millions de fidèles dans la CEI. | Cyrille         | aucun                |
| Église orthodoxe serbe                                           | Fondée entre 610 et 867, son siège est situé à Belgrade et elle a 9 millions de fidèles dans les républiques yougoslaves. | Porphyre        | sans cadre           |
| Église orthodoxe roumaine                                        | Fondée par André au Ier siècle (en Scythie mineure), son siège est situé à Bucarest et elle possède actuellement environ 20 millions de fidèles. | Daniel          | aucun                |
| Église orthodoxe bulgare                                         | Fondée entre le VIIe siècle et 865, son siège est situé à Sofia et elle possède 8 millions de fidèles. | Néophyte        | aucun                |
| Église orthodoxe géorgienne                                      | Fondée par André, son siège est situé à Tbilissi et elle compte 5 millions de fidèles. | Élie II         | aucun                |
| Église de Chypre                                                 | Fondée par Paul et Barnabé, son siège est situé à Nicosie et elle compte 450 000 fidèles. | Chrysostome II  | aucun                |
| Église de Grèce                                                  | Fondée en 1830 environ, son siège est situé à Athènes et elle compte environ 10 millions de fidèles. | Hiéronyme II    | aucun                |
| Église orthodoxe d'Albanie                                       | Fondée en 1937, avec une période d'interdiction entre 1967 et 1991, son siège est situé à Tirana et elle compte 160 000 fidèles. | Anastase        | aucun                |
| Église orthodoxe de Pologne                                      | Fondée vers 1924, son siège est situé à Varsovie et elle compte 600 000 fidèles. | Sabas           | aucun                |
| Église orthodoxe des Terres tchèques et de Slovaquie             | Fondée en 1951, elle compte 100 000 fidèles. | Rostislav       |                      |
| Église orthodoxe en Amérique*                                    | Fondée en 1924, elle compte 1 million de fidèles. | Tikhon          | aucun                |
| Église orthodoxe d'Ukraine*                                      | Le 11 octobre 2018, le Patriarcat œcuménique annonce son intention d'accorder l'autocéphalie à l'Ukraine, ce qui entraîne le 15 octobre une rupture de la communion de la part du Patriarcat de Moscou avec le Patriarat œcuménique et crée un schisme entre ces deux Églises. Le 15 décembre 2018, après un concile tenu à Kiev (en), une nouvelle Église ukrainienne est créée et le Métropolite Épiphane est élu à sa tête. Le 5 janvier 2019, l'autocéphalie de l'Église orthodoxe d'Ukraine est reconnue par le Patriarcat œcuménique, le Patriarcat d'Alexandrie, l’Église de Grèce et l’Église de Chypre, considérée schismatique par le Patriarcat de Moscou, et non reconnue par d'autres Églises orthodoxes,. | Épiphane        | aucun                |
| Église orthodoxe macédonienne                                    | Reconnue en juin 2022 par le Patriarcat de Serbie et le Patriarcat œcuménique. | Stéphane        |                      |
| * Église dont l'autocéphalie n'est pas universellement reconnue. | |                 |                      |

### Églises autonomes
Les Églises autonomes sont soumises sur certains points à l'autorité des Églises autocéphales. L'autonomie de certaines de ces Églises n'est pas unanimement reconnue.

## Églises indépendantes
La non-reconnaissance canonique de ces Églises peut tenir à des conflits territoriaux (création d'une nouvelle Église sur le territoire canonique traditionnel d'une Église établie sans son accord) ou à des conflits disciplinaires ou doctrinaux (non acceptation de décision(s) d'une Église établie, par exemple dans le cas des Vieux-croyants). Elles peuvent être considérées par les Églises canoniques comme étant schismatiques.

## Mouvements sortis de la théologie orthodoxe
Tous ces mouvements sont issus de scissions dans l'Église orthodoxe russe, et sont considérés par les Églises dominantes comme des mouvements hérétiques :
- Doukhobors
- Moloques
- Khlysts
- Soubbotniks
- Scoptes (disparus)